# Piz Gloria
Piz Gloria er navnet på en drejerestaurant på toppen af bjerget Schilthorn nær Mürren i Vestalperne, Schweiz. Restauranten ligger i en højde af 2.970 m.o.h.

## Arkitekturen
Adgang til Piz Gloria sker med svævebanen Schilthornbahn fra Lauterbrunnental. Stedets svævebanestation og restauranten er tegnet af arkitekten Konrad Wolf fra Bern.
Grundet de meget besværlige topografiske og klimatiske forhold på stedet blev bygningen i videst muligt omfang præfabrikeret. De ydre vægge med de store glaspartier er fremstillet af aluminiumbeklædt træ. Der er en rotationsmekanisme, som får gulvet i øverste etage til at dreje 360 grader rundt på 55 minutter, så alle restaurantens gæster får mulighed for at få det optimale view. Det roterende gulv har en diameter på 12 meter og har plads til ca. 400 gæster.

## Navnets oprindelse
Restaurantens navn Piz Gloria stammer fra James Bond-filmen On Her Majesty's Secret Service fra 1969 med George Lazenby i hovedrollen. I filmen bruger skurken, Ernst Stavro Blofeld, Piz Gloria som udgangspunkt for sine forbrydelser. Bygningen på den fjerne bjergtop rummer en klinik for allergibehandlinger. I filmen er stedet klippet ind til at ligge nær St. Moritz, hvor "Piz" på den lokale dialekt betyder "spids" (bjergtop). Så til trods for, at Piz Gloria ligger i Berner Oberland, hvor sproget er tysk og "Piz" ikke anvendes, har stedet altså beholdt sit navn fra filmen.
Filmens produktionsteam havde fundet frem til den kun delvist byggede restaurant oppe på bjerget og fik aftalt, at man, mod at færdiggøre byggeriet, kunne filme det man havde behov for til On Her Majesty's Secret Service. Det resulterede i såvel mange som flotte billeder fra Piz Gloria.

Selv om det i slutningen af filmen lykkes for James Bond at sprænge Piz Gloria bort fra bjerget, ligger den her fortsat den dag i dag.
Efter filmen fik restauranten lov til at beholde navnet Piz Gloria og har på den måde fået meget PR. Der lægges heller ikke skjul på tilhørsforholdet på stedet, idet der i underetagen findes en James Bond-udstilling hvor der også vises udvalgte scener fra filmen.

## Billedgalleri
- Piz Gloria på toppen af Schilthorn
- Schilthorns terrasse set inde fra Piz Gloria
- Vinterbillede af restauranten

## Links
- Schilthorn/Piz Gloria Hjemmeside Arkiveret 9. marts 2012 hos  Wayback Machine
- James Bond Lifestyles site om Piz Gloria

- Wikimedia Commons har flere filer relateret til Piz Gloria

46°33′26″N 7°50′7″Ø / 46.55722°N 7.83528°Ø